# Clã Scott
O Clã Scott é um clã escocês das Scottish Borders e de Fife, na Escócia.
O atual chefe é Richard Scott, 10.º Duque de Buccleuch e 12.º Duque de Queensberry.